# 伊藤平一郎
伊藤 平一郎（いとう へいいちろう、1990年10月5日 - ）は、ジャパンラグビーリーグワン静岡ブルーレヴズに所属するラグビーユニオン選手。

## プロフィール
- 大分県出身（育ちは福岡県）。
- ポジションはプロップ(PR)。
- 身長 175 cm、体重 115 kg
- ニックネームはヘーイチ。
- ショートスリーパーである。
- 足のサイズは27.5センチ。
- 日本代表キャップは6。（2017年6月現在）
- U20日本代表に選ばれたことがある[1]。

## 略歴
ラグビーは小学2年生から始めた。また中学時代は砲丸投をやっており、ジュニアオリンピックで全国4位になったことがある
2009年、大分舞鶴高校卒業後、早稲田大学に入る。なお大分舞鶴高校時代、高校日本代表に選ばれたことがある。
2013年、早稲田大学卒業後、ヤマハ発動機ジュビロ(現・静岡ブルーレヴズ)に加入。なお早稲田大学時代の同級生に上田竜太郎、中靏隆彰、中野裕太、西橋勇人、原田季郎、森田慶良、吉井耕平らがいる。
2015年11月14日に行われたジャパンラグビートップリーグ第1節のトヨタ自動車ヴェルブリッツ戦に途中出場で公式戦初出場を果たす。
2016年11月5日に行われたリポビタンDチャレンジカップ2016アルゼンチン戦にて途中出場で日本代表初キャップを獲得し、同年12月にはスーパーラグビーサンウルブズの2017年スコッドに入った。

## 受賞歴
- 2016-17 ベストフィフティーン